# Ulviye Karaca
Ulviye Karaca (* 1. März 1968 in Ankara) ist eine türkische Schauspielerin, Theaterregisseurin und Drehbuchautorin.

## Leben und Karriere
Karaca wurde am 1. März 1968 in Ankara geboren. Sie studierte an der Universität Ankara. Karaca war in Theaterstücken, als Drehbuchautorin, Regisseurin und als Schauspielerin tätig. Ihr Debüt gab sie 2008 in der Fernsehserie Süper Babaanne. Von 2011 bis 2018 war sie in der Serie Beni Affet zu sehen. 2020 bekam sie in der Serie Gençliğim Eyvah die Hauptrolle. Anschließend wurde Karaca 2022 für die Serie Müjdemi İsterim gecastet.

## Filmografie
Serien
- 2008: Süper Babaanne
- 2011–2018: Beni Affet
- 2020: Gençliğim Eyvah
- seit 2020: Gönül Dağı
- 2022: Müjdemi İsterim

## Theater
- 2008: Küçük Bir Mucize
- 2013: Üç Şehzade
- 2017: Macbeth
- 2018: Keloğlan Keleşoğlan
- 2019: Üç Şehzade